# Litoria becki
Espèce
Synonymes
- Hyla becki Loveridge, 1945

Statut de conservation UICN

 VU D2 : Vulnérable
Litoria becki est une espèce d'amphibiens de la famille des Pelodryadidae.

## Répartition
Cette espèce est endémique de Papouasie-Nouvelle-Guinée. Elle se rencontre entre 2 300 et 3 200 m d'altitude dans les monts Wilhelm, Giluwe et Hagen dans les Monts Bismarck
Sa présence est incertaine sur le Puncak Jaya en Nouvelle-Guinée occidentale jusqu'à 3 650 m .

## Description
Litoria becki mesure de 34 à 44 mm.

## Étymologie
Cette espèce est nommée en l'honneur de William M. Beck Jr. (1904–1983).

## Publication originale
- Loveridge, 1945 : New tree-frogs of the genera Hyla and Nyctimystes from New Guinea. Proceedings of the Biological Society of Washington, vol. 58, p. 53–58 (texte intégral).